# Domus Internationalis Paulus VI
Domus Internationalis Paulus VI o bien Casa Internacional Pablo VI (también en  italiano: Casa Internazionale del Clero; "Casa internacional del Clero") se estableció como una Fundación por el Papa Juan Pablo II el 6 de enero de 1999. El objetivo del Domus es dar cabida a los clérigos que están asignados al servicio diplomático de la Santa Sede, o que son funcionarios de la Curia Romana. El Domus se encuentra en el ala sur del Palazzi di S. Apollinare se trata de un palacio histórico situado en el centro antiguo de Roma, y una de las cuatro residencias de los funcionarios de la Curia Romana en Roma. Los otros tres son Domus Sanctae Marthae dentro de los muros del Vaticano, la casa San Benedetto (la casa de retiro de los Nuncios Apostólicos) a través dell'Erba, y la Domus Romana Sacerdotalis a través Traspontina. Los dos últimos se encuentran cerca de la Plaza de San Pedro. Cardenales, obispos y sacerdotes que visitan al Papa en Roma o que participan en las diversas obras apostólicas de la Santa Sede también se quedan en el lugar. El Domus se encuentra cerca del Vaticano, de varios monumentos romanos notables, y lugares de interés.  
En 1634, el edificio original fue demolido y un nuevo edificio fue construido bajo la dirección del arquitecto barroco italiano, Paolo Marucelli (1596-1649). La fachada del Palazzo daba a la Via S. Agostino y se unió al Palazzo Apollinare por un arco por encima de la calle.
El 5 de mayo de 2022, el Papa Francisco, mediante Quirógrafo, suprimió la Fundación Domus Internationalis Paulus VI, y unió su patrimonio a la institución Domus Vaticanae, instituida en ese mismo acto, y que asume la función de administrar los diversos alojamientos de Roma destinados al personal de la Santa Sede.